# Лемез-Тамацька сільська рада
Леме́з-Тама́цька сільська рада (рос. Лемез-Тамакский сельский совет) — муніципальне утворення у складі Мечетлінського району Башкортостану, Росія. Адміністративний центр — присілок Лемез-Тамак.

## Населення
Населення — 1511 осіб (2019, 1707 в 2010, 1808 в 2002).

## Склад
До складу поселення входять такі населені пункти:
| Населений пункт       | Населення, осіб (2002) | Населення, осіб (2010) |
| --------------------- | ---------------------- | ---------------------- |
| Кутушево, присілок    | 360                    | 361                    |
| Лемез-Тамак, присілок | 522                    | 483                    |
| Сабанаково, присілок  | 437                    | 391                    |
| Сулейманово, присілок | 489                    | 472                    |